# Kolmikulma
Kolmikulma är en fjärd i Finland. Den ligger i Björneborg i landskapet Satakunta, i den sydvästra delen av landet, 240 km nordväst om huvudstaden Helsingfors. Den närmaste större tätorten är Björneborg 22 km åt sydöst.
Inlandsklimat råder i trakten. Årsmedeltemperaturen i trakten är 5 °C. Den varmaste månaden är augusti, då medeltemperaturen är 17 °C, och den kallaste är januari, med −8 °C.